# Dolmens du Serrat de les Fonts
Les dolmens du Serrat de les Fonts sont deux dolmens situés à Saint-Marsal, dans le département français des Pyrénées-Orientales.

## Dolmen n°1
Le dolmen a été découvert en 1968 par Jean Abélanet. Il ouvre au sud-sud-est. Son état de ruine du monument ne permet pas d'être affirmatif sur son architecture : il pourrait s'agir d'un dolmen à couloir large ou d'une allée couverte ruinée. Une dalle de couverture (1,80 m sur 1,65 m) est restée en place mais avant restauration elle ne reposait plus que sur un seul support. La plupart des orthostates ont été considérablement réduits par l'érosion. Deux grandes dalles d'environ 1,20 m de long gisent sur le tumulus, dont une comportant des cupules, pourraient correspondre à d’anciennes dalles de couverture. Toutes les dalles sont en schiste ardoisier d'origine locale. La forme du tumulus est également incertaine mais quelques dalles plantées dans la masse semblent indiquer l'existence d'une structure rayonnante.
La fouille du dolmen n'a livré aucun matériel archéologique en dehors d'un petit anneau poli de couleur verte, probablement en chlorite, comportant un curieux décor cranté sur la tranche.

## Dolmen n°2
L'édifice a été découvert en 1969 par J. Abélanet à environ 250 m au sud-est du dolmen n°1 sur le flanc ouest de la même ligne de crête. L'architecture d'ensemble s'apparente plus à celle d'une ciste qu'à celle d'un dolmen. La petite chambre rectangulaire enterrée est délimitée sur trois côtés par des orthostates. Aucun tumulus n'est visible.